# Бабек (балет)
«Бабек» (азерб. Babək) — балет в двух действиях, посвящённый народно-освободительной борьбе под предводительством Бабека против иноземных захватчиков. Музыка азербайджанского композитора Акшина Ализаде. Авторами либретто являются Рафига Ахундова и Максуд Мамедов.
Премьера балета состоялась 20 мая 1986 года во Дворце им. В. И. Ленина (ныне — Дворец имени Гейдара Алиева). Постановку спектакля осуществил коллектив Академического театра оперы и балета им. М. Ф. Ахундова. На премьере в заглавной партии выступил лауреат всесоюзного конкурса Виталий Ахундов. Во дворце состоялись четыре представления. Затем балет был показан в Государственном театре оперы и балета. 
Сам композитор сказал, что для него это произведение, ради которого он родился и жил:
«Бабек» — это вся моя жизнь. Я вложил в него много сил. Когда я работал над балетом, то чувствовал себя гладиатором. Я писал его около 10 лет.

### Видеоссылки
- Первый акт (часть первая) Архивная копия от 20 декабря 2015 на Wayback Machine
- Первый акт (часть вторая) Архивная копия от 19 апреля 2016 на Wayback Machine
- Первый акт (часть третья) Архивная копия от 15 октября 2016 на Wayback Machine
- Второй акт Архивная копия от 1 октября 2020 на Wayback Machine